# Anton Ukmar
Anton Ukmar detto Miro (Prosecco, 6 dicembre 1900 – Capodistria, 21 dicembre 1978) è stato un politico e partigiano italiano naturalizzato jugoslavo di etnia slovena.

## Biografia
Nato a Prosecco di Trieste, in una famiglia contadina di origine slovena nell'allora Austria Ungheria, terzo di dieci fratelli, lavora, nel 1916 come aiuto giardiniere del comune di Trieste, diciassettenne, viene assunto come ferroviere, nella Ferrovia Meridionale.
Inizia il suo percorso sindacale e politico, dopo la prima guerra mondiale, nella Gioventù Socialista. Nel 1926 aderisce al Partito Comunista d'Italia.
Nel 1927-1928 trasferito, dalle ferrovie, dalla stazione di Opicina  di Trieste a Genova, alla stazione ferroviaria di Genova Principe, entra a far parte della cellula clandestina del Partito Comunista d'Italia.  Svolge attività da sindacalista, viene arrestato e pestato dalle squadracce fasciste e così viene licenziato dalle ferrovie e, con foglio di via, trasferito a Prosecco.
A Trieste entra nell'organizzazione clandestina slovena Borba e partecipa ad azioni di sabotaggio e lotta armata. Arrestato nuovamente, viene processato dal Tribunale Speciale, in sua assenza, viene stralciato, con sentenza n.45 del 16/08/1930.
Nel 1929 espatria a Parigi dove, in esilio, lavora presso la sede del Partito Comunista Francese. Nel 1931 partecipa come delegato per l'Istria al congresso del Partito Comunista d'Italia a Colonia, in Germania. Nel 1933,  con l'identità di Giuseppe Oghen, è in U.R.S.S.,  dove studia nella scuola politica leninista e lavora in fabbrica. Nel 1936 diviene commissario politico della 12ª Brigata Garibaldi in Spagna nella Guerra Civile Spagnola.
Nel 1938 va a combattere in Catalogna. Nel 1939 viene internato ad Argelès-sur-Mer in Francia. Prende parte con Ilio Barontini, Domenico Rolla ed il colonnello Paul Robert Monnier a una missione del controspionaggio anglo-francese in Etiopia, all'epoca colonia italiana come istruttore e per far arrivare armi ai partigiani etiopi. Ammalatosi gravemente di febbre gialla, rischia di morire.
Ritornato in Francia viene internato a Vernet d'Ariège e poi a Castres. Evade.  L'8 settembre 1943, in Italia va in Venezia Giulia, nel 1944, è inviato dalla dirigenza del partito comunista in Liguria, a Genova e poi, partecipa alla resistenza, col nome di Miro, come comandante della VI Zona Operativa Ligure dei partigiani Garibaldini  con sede a Carrega Ligure in provincia di Alessandria. Vive tra Carrega Ligure e Fontanigorda. È presente stabilmente in val Borbera dal luglio 1944 per trattare con Franco Anselmi la sua entrata nella 3ª brigata Garibaldi e per affidare nel gennaio 1945 a Erasmo Marrè la riorganizzazione della Brigata Arzani. Si distingue in combattimenti a Marsaglia in val Trebbia, alle Capannette di Pej tra Piemonte e Emilia-Romagna, a Cartasegna di Carrega Ligure e a Carrega Ligure.
Nel maggio 1945 riceve la cittadinanza onoraria di Genova, la bronze star statunitense, altri riconoscimenti da parte del governo jugoslavo e la medaglia d'oro del governo italiano.  Torna in Venezia Giulia e riceve incarichi dal partito comunista del Territorio Libero di Trieste, sotto il governo alleato. Nel 1946 dirige uno sciopero generale non autorizzato dagli alleati e viene condannato a quattro mesi di reclusione. Fugge così a Capodistria, nella Zona B del Territorio Libero di Trieste sotto controllo jugoslavo. Qui nel 1948 si oppone alla decisione sovietica del Cominform contro il governo del maresciallo Tito, e ritornato a Trieste, per la loro diversa posizione, si scontra con i comunisti italiani. Essendo lì tornato, sconta la pena dei quattro mesi nella carceri del Coroneo; uscito, fa ritorno in Jugoslavia, a Capodistria, con incarichi nel movimento antifascista e nel 1955 diventa deputato al parlamento della Repubblica Socialista di Slovenia. Nel 1970 si ritira a vita privata a Capodistria, dove muore nel 1978.

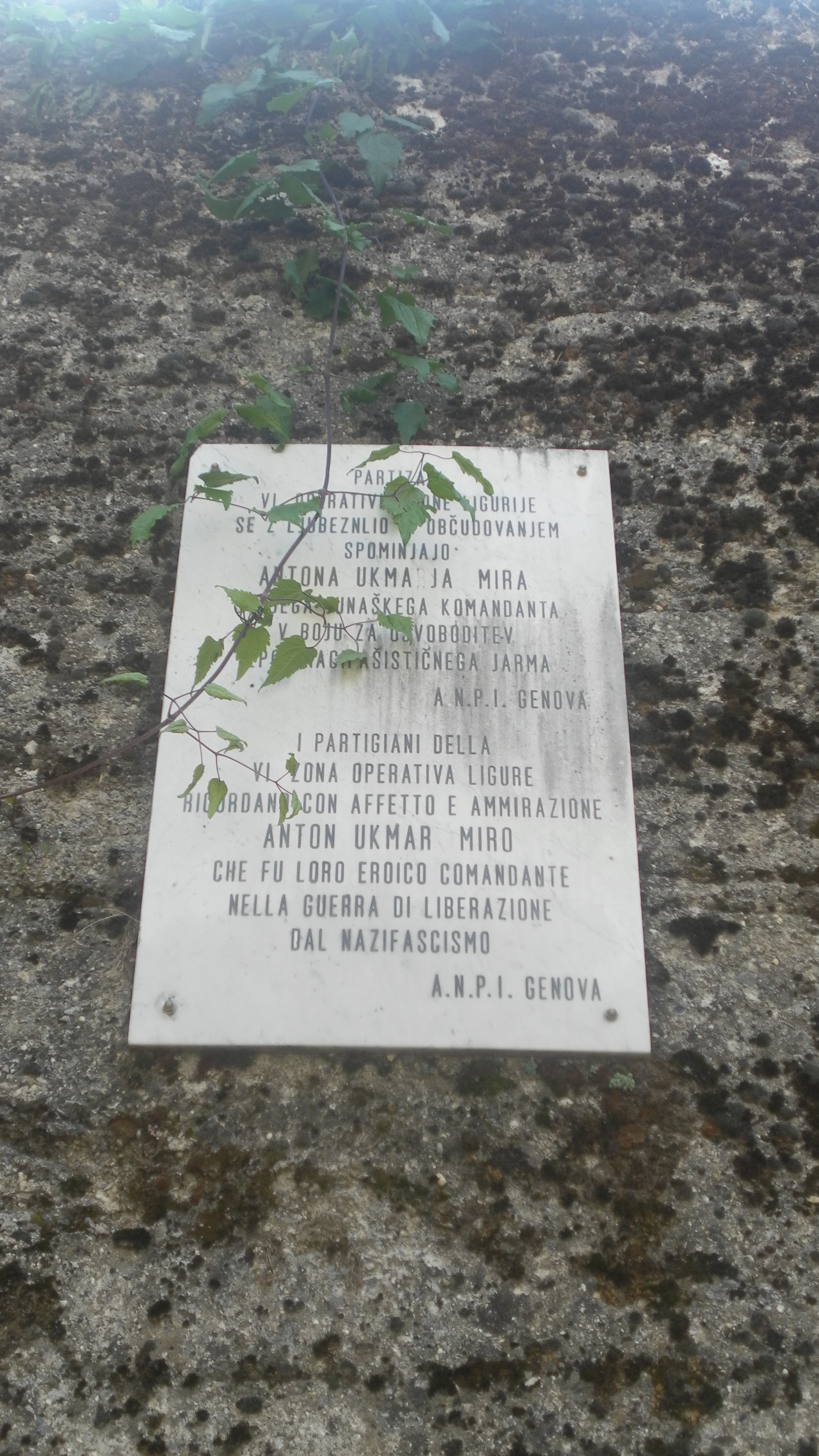
La lapide dedicata a Anton Ukmar a Carrega Ligure (AL)

A Carrega Ligure gli è stata dedicata nel 1980 una stele dall'ANPI sezione di Genova con scritto:
(A.N.P.I. Genova)
Dopo la morte gli è stata dedicata una scuola e una piazza a Capodistria.

## Onorificenze
Bronze Star U.S.A per la seconda guerra mondiale - 1945